# Bertil Axelson
Bertil Folke Bonde Axelson, född 22 december 1906 i Helsingborgs stadsförsamling, död 28 mars 1984 i Lunds domkyrkoförsamling, var en svensk språkforskare.
Axelson blev filosofie doktor 1933 med avhandlingen Senecastudien och samma år docent i latinska språket och litteraturen vid Lunds universitet. 1945 blev han professor i romersk vältalighet och poesi vid samma universitet. Bland Axelsons många arbeten märks Neue Senecastudien (1939), Das Prioritätsproblem Tertullian-Minucius Felix (1941) och Unpoetische Wörter (1945).